# Iso Leppisalo
Iso Leppisalo är en ö i Finland. Den ligger i sjön Näsijärvi och i kommunen Ylöjärvi i den ekonomiska regionen Tammerfors och landskapet Birkaland, i den södra delen av landet, 190 km norr om huvudstaden Helsingfors. Öns area är 30,4 hektar och dess största längd är 0,9 kilometer i öst-västlig riktning.